# Mystacides pacificus
Mystacides pacificus là một loài Trichoptera trong họ Leptoceridae. Chúng phân bố ở miền Cổ bắc.